# Min funky familie
Min funky familie var en tv-serie, der blev sendt på DR Ramasjang. 
I Min funky familie er det pigerne, der bestemmer. På kun fem dage skal de lave deres familie om til et sejt band, de skal lave cool tøj og have hjælp til dans.
I Min funky familie kan pigerne også udfordre nogen til kamp på scenen. Præstationerne bliver bedømt, og vinderen fundet af ugens gæstedommer. Gæstedommerne har bl.a. været sangerinden Anna David og Basim og Laura fra X-Factor.
De bedømte bl.a. sang, performence og påklædning. Vært på programmet var danseren Mirja Kennedy.
| Fjernsyn | Spire Denne artikel om et tv-program er en spire som bør udbygges. Du er velkommen til at hjælpe Wikipedia ved at udvide den. |